# قضية العمر (مسلسل)
قضية العمر هو مسلسل مغربي من إخراج مراد الخودي سنة 2020، وبطولة كل من عدنان موحجة، نادية آيت، مريم باكوش، محمد خيي، كريم الدكالي، هاجر كريكع، يحيى الفاندي، ناصر أقباب، وغيرهم.

## قصة المسلسل
تدور أحداث المسلسل حول آدم محامي موهوب يُسخّر حياته المهنية للدفاع عن المظلومين ويجد نفسه أمام قضية معقدة لسجين محكوم بالمؤبد قبل 32 عاما بسبب جريمة قتل لم يرتكبها، في حين تجمعه علاقة حب قوية ومستحيلة في الوقت ذاته بغيثة ابنة الرجل الغني ناصر البرهومي الذي كان سببا في توريط موكله السجين العربي في جريمة القتل، عند بحثه المعمق في ملابسات الجريمة يكتشف آدم مجموعة من الأسرار التي تتعلق بالقضية، وبأشخاص مقربين لهم يد في الجريمة، وتضعه في صراع ضارٍ و حرب مباشرة مع والد حبيبته، ويجد نفسه في محط اختيار بين تحقيق العدالة والانتصار لمبادئه وما يؤمن به، وبين حبه ورغبات قلبه.

## طاقم التمثيل
عدنان موحجة (آدم مجاهد) 
 نادية آيت (غيثة البرهومي) 
 مريم باكوش (ياسمين) 
 محمد خيي (العربي) 
 كريم الدكالي (ناصر البرهومي) 
 هاجر كريكع (وجدان مجاهد) 
 يحيى الفاندي (صابر) 
 ناصر أقباب (إلياس البرهومي) 
 حسناء الطمطاوي (نزهة) 
 البشير واكين (ميلود) 
 رضا العلوي (رضوان البرهومي) 
 أفيشاي بنعزرا (حاتم) 
 رجاء لطفين (منال)

## وصلات خارجية
قضية العمر على موقع IMDb (الإنجليزية)
- قضية العمر على موقع قاعدة بيانات الأفلام العربية
- صفحة المسلسل على الموقع الرسمي للقناة الأولى نسخة محفوظة 26 مايو 2019 على موقع واي باك مشين.